# El asombro de Turquía y valiente toledano
El asombro de Turquía y valiente toledano es una obra teatral del Siglo de Oro español del dramaturgo Luis Vélez de Guevara, escrita probablemente alrededor de 1622. Ambientada sucesivamente en Sicilia, Celidonia, Nápoles y Cádiz, la obra ficcionaliza la biografía del almirante toledano Francisco de Ribera y Medina, afamado héroe de guerra, mezclándola con una historia de amor de personajes ficticios, contando así mismo con la participación de otra figura del Siglo de Oro, Pedro Téllez-Girón y Velasco, duque de Osuna y benefactor de Ribera.

## Sinopsis
Don Francisco y su lacayo Beltrán acuden a Sicilia para unirse a las huestes de su virrey, el Duque de Osuna. Atraído por los gritos de una mujer a una casa, don Francisco se topa con un caballero que huye y ayuda contra cuatro atacantes a un embozado Duque de Osuna, que también había acudido en auxilio de la mujer. Ésta, Rosaura de Castro, es llevada por Beltrán a la posada que comparte con su amo, donde les explica su situación: es una huérfana guardada por un hermano celoso, don Diego, que pretende acabar con un capitán que la requiebra, don Félix de Mendoza. La noche de los sucesos, don Félix fue descubierto en la casa por don Diego, que se batió en duelo con él y fue malherido. Al huir don Félix y acudir Osuna, los criados le confundieron con el amante y en esto sucedió la llegada de don Francisco.
Don Francisco acude al palacio del Duque de Osuna, donde don Félix sirve como secretario. Siendo reconocido por Osuna por un anillo que le entregó tras la melé, Ribera cuenta su propia historia, siendo un joven soldado que tuvo que huir de Toledo tras abatir a múltiples alguaciles por envidias y calumnias, tras lo que sirvió bravamente con el almirante Luis Fajardo antes de tener que huir por similares motivos injustos. Osuna le da el cargo de una flotilla, y con ella don Francisco y don Félix realizan una incursión en Túnez, guarida de los piratas berberiscos del imperio otomano, a los que derrotan en inferioridad numérica.
En la segunda jornada, comenzada en ausencia de los capitanes, Osuna es ya virrey de Nápoles por sus triunfos en su Sicilia, y su plantilla le ha seguido. Casada en secreto con don Félix, Rosaura vive escondida con la prima de su esposo, Leonor de Mendoza. Don Félix regresa y cuenta la batalla al duque, pero en ello es requerido por don Diego, que a causa del pasado enredo cree erróneamente que el amante de su hermana es don Francisco, mientras al mismo tiempo, Ribera es requerido por Rosaura para que le proteja contra don Diego, que pretende ya asesinar a la pareja completa por despecho. Don Diego, don Félix y don Francisco se encuentran y casi sucede un duelo a causa de la confusión, pero don Félix convence a don Diego de marcharse sin luchar.
En la tercera y última jornada, don Francisco se encuentra embarcado en Turquía a punto de comenzar la batalla del cabo Celidonia, la que será la mayor victoria naval sobre los otomanos desde Lepanto. Don Félix, que de nuevo sirve bajo su mando, envía cartas a Leonor y don Diego, pero al equivocar los remitentes, el hermano celoso interroga a Beltrán y descubre que es don Félix a quien busca. Osuna recibe a don Francisco y don Félix, a los que envía a recibir al rey Felipe III en Cádiz, y como parten inmediatamente Rosaura no recibe visita de don Félix y cree que la ha abandonado. Rosaura, Leonor y don Diego, aún más enfurecido por la idea de que el amante haya abandonado a su hermana, marchan a Cádiz, donde don Francisco está siendo nombrado general. Allí se desvela toda la confusión, y Leonor se casa con don Diego.